# Магнус V
Магнус V Ерлингсон (на старонорвежки: Magnús Erlingsson) е крал на Норвегия от 1161 до 1184 г.

## Биография
Той е син на ярл Ерлинг Скаке и на дъщерята на Сигурд I Кръстоносеца – Кристин Сигурдсдатер. Провъзгласен е за крал на 5-годишна възраст през 1161 г. от привържениците на Инге Крокрюг, които след смъртта на последния, не признали за конунг Хокон Хедебрей. След като Хокон Хедебрей загинал в морска битка при Ромсдалсфиур, непълнолетният Магнус Ерлингсон след сериозни дипломатически усилия от страна на баща си бил тържествено миропомазан и коронясан и това била първата кралска коронация в норвежката история. Кралската клетва, която той дал, го задължавала да уважава законите на страната и църквата. Коронясаният за пръв път по този начин крал на Норвегия с клетвата си предавал своята държава за вечни времена на бог и Свети Олаф. По такъв начин и църквата се обвързвала с Магнус Ерлингсон и не признавала претенциите към престола на неговите съперници, което именно и целял бащата на новия крал – Ерлинг Скаке, който дълги години управлявал от името на сина си. И ако дотогава било практика страната да бъде управлявана съвместно от двама или повече конунги, сега за първи път бил писмено фиксиран закон, според който тронът може да бъде наследяван само от един крал, както и че този крал трябва да бъде роден в законен брак.
Въпреки тези значителни успехи, които постигнал Ерлинг Скаке, гражданската война, която бушувала в Норвегия, не била прекратена. Все по-силни ставали неговите противници, наричани подигравателно биркебайнери – брезевокраките заради това, че носели килт и затова прикривали краката си с брезови кори. През 1176 г. брезевокраките пристигнали в Нидарос по море и завзели столицата. В началото на 1177 г. те били разбити от Магнус Ерлингсон, който успял да ги обърне в бягство и без помощта на баща си и с по-малобройна от тяхната войска. Въпреки това силата на брезевокраките не отслабнала. През 1179 г. те удържали голяма победа над Магнус Ерлингсон и баща му, Магнус успял да се спаси, но Ерлинг Скаке загинал в битката. През следващите няколко години Магнус Ерлингсон продължил да води борба с брезевокраките предвождани от Свере Сигурдсон докато накрая намерил смъртта си в битката при Согнефьор през 1184 г.

## Потомство
Магнус Ерлингсон имал брак с Естрид Бьорнсдотер, от която вероятно е синът му Сигурд Магнусон. Другите двама негови предполагаеми синове (незаконородени) са Инге Магнусон и Ерлинг Стейнвег.